# Avenue Gustave-V-de-Suède
L'avenue Gustave-V-de-Suède est une voie située dans le quartier de Chaillot du 16e arrondissement de Paris, en France.

## Situation et accès
L'avenue Gustave-V-de-Suède est une voie publique située dans le 16e arrondissement de Paris. Elle débute place de Varsovie et se termine avenue Hussein-Ier-de-Jordanie (avenue qui a reçu son nom en 1999), en longeant le flanc est des bassins (fontaine du Trocadéro) des jardins du Trocadéro.

## Origine du nom

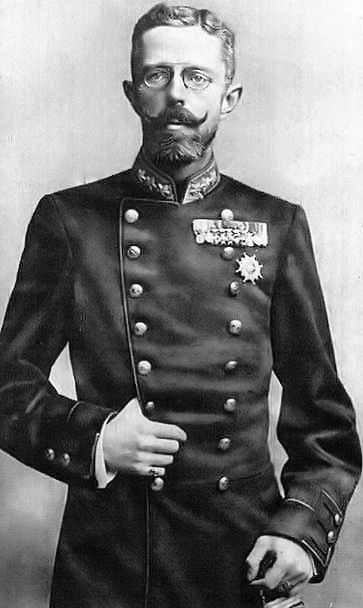
Le roi de Suède Gustave V.

Elle porte le nom du roi de Suède Gustave V (1858-1950).

## Historique
Cette voie qui longe la fontaine du Trocadéro a reçu par un arrêté du 2 mai 1951 sa dénomination actuelle.
Deux autres voies des jardins du Trocadéro ont aussi reçu le nom de monarques : l'avenue Albert-Ier-de-Monaco (en 1932) et l'avenue Hussein-Ier-de-Jordanie (en 1999).

## Bâtiments remarquables et lieux de mémoire
- La fontaine du Trocadéro.